# Replicar (Automobilhersteller)
Replicar war ein portugiesischer Hersteller von Automobilen.

## Geschichte
Das Unternehmen in Lissabon begann 1991 mit der Produktion von Automobilen. 1993 endete die Produktion nach etwa 120 hergestellten Exemplaren.

## Modelle
Das einzige Modell war ein Nachbau des Porsche 356 Speedster aus den 1950er Jahren. Dazu wurden Fahrgestelle des VW Käfer von Volkswagen do Brasil importiert, etwas verkürzt und mit einer eigenen Karosserie aus Fiberglas versehen. Für den Antrieb sorgte ein Vierzylinder-Boxermotor mit 1600 cm³ Hubraum und Saugrohreinspritzung.

## Vertriebsorganisation
Der Vertrieb erfolgte über Comauto SA aus Valencia.